# Club Atlético de Madrid 2012-2013
Questa voce raccoglie le informazioni riguardanti il Club Atlético de Madrid nelle competizioni ufficiali della stagione 2012-2013.

## Stagione
Dopo le consuete amichevoli estive pre-stagionali, la stagione ufficiale dell'Atlético Madrid inizia con l'impegno di campionato, in trasferta, contro il Levante da cui scaturisce un deludente pareggio.
La settimana successiva si ripete lo scontro della finale di Europa League della passata edizione, contro l'Athletic Bilbao e ancora una volta sono i Colchoneros ad uscire vincitori. Il 31 agosto allo Stadio Louis II di Monaco l'Atletico vince la sua seconda Supercoppa Europea, stracciando il Chelsea per 4-1 con una roboante tripletta del bomber Falcao. Il 10 marzo si ferma a 14 la striscia di vittorie casalinghe consecutive dell'Atleti in campionato. Il 17 maggio allo stadio Santiago Bernabéu di Madrid vince per la decima volta la Coppa del Re, battendo per 2-1 i rivali cittadini del Real Madrid nel loro stadio, con un gol di Miranda nei tempi supplementari. In campionato la squadra chiude al terzo posto, qualificandosi direttamente alla fase a gironi della Champions League. In Europa League, i Rojiblancos non riescono a ripetersi e vengono eliminati ai sedicesimi di finale dal Rubin.

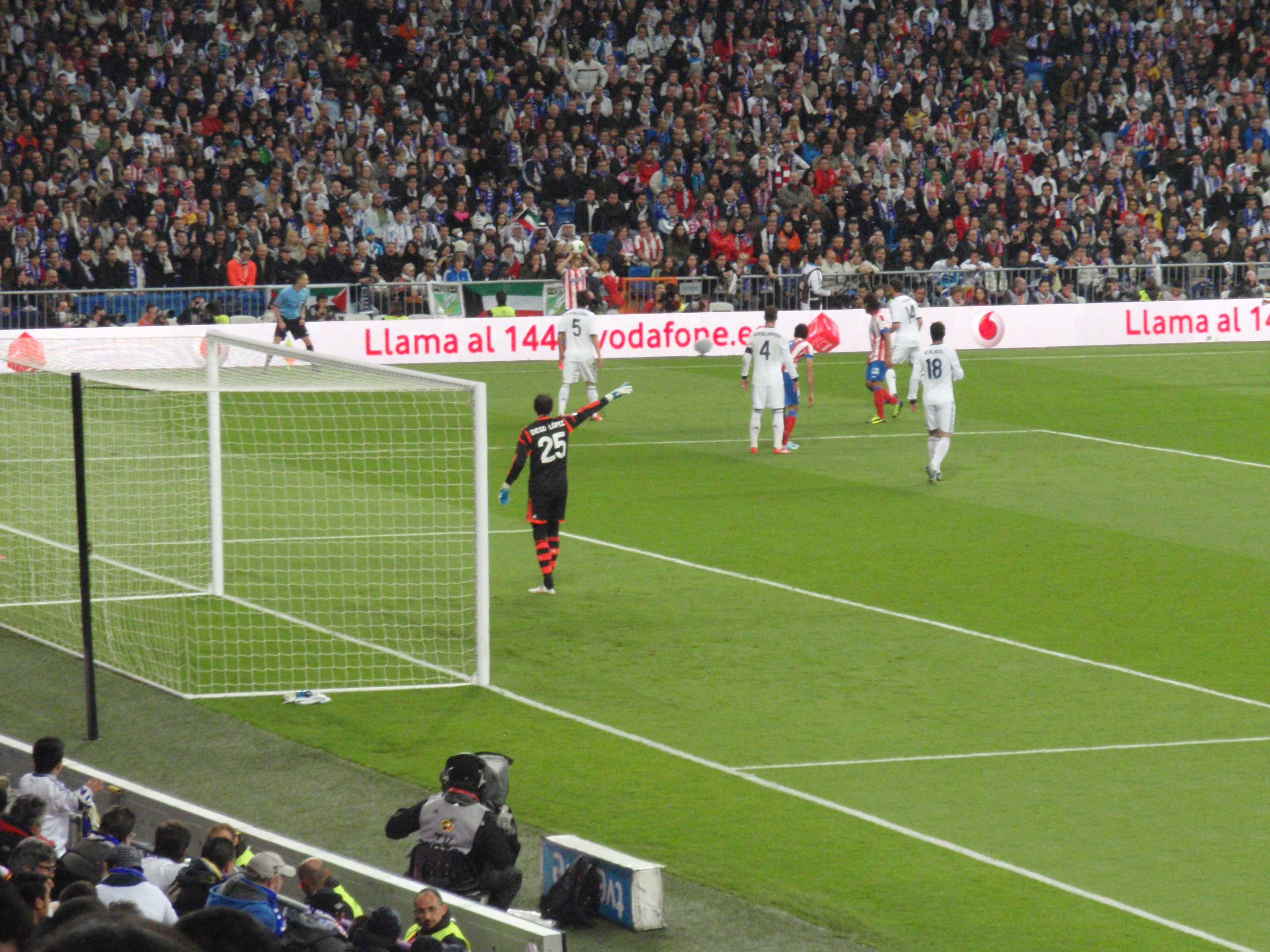
Azione di gioco durante la finale di Coppa del Re tra Real e Atletico Madrid

## Maglie e sponsor
| Casa | Trasferta |

## Rosa
Rosa, numerazione e ruoli, tratti dal sito ufficiale.
| N. |                       | Ruolo | Calciatore            |
| -- | --------------------- | ----- | --------------------- |
| 1  | Spagna (bandiera)     | P     | Sergio Asenjo         |
| 2  | Uruguay (bandiera)    | D     | Diego Godín           |
| 3  | Brasile (bandiera)    | D     | Filipe Luís           |
| 4  | Spagna (bandiera)     | C     | Mario Suárez          |
| 5  | Portogallo (bandiera) | C     | Tiago Mendes          |
| 6  | Spagna (bandiera)     | C     | Koke                  |
| 7  | Spagna (bandiera)     | A     | Adrián López          |
| 8  | Spagna (bandiera)     | C     | Raúl García           |
| 9  | Colombia (bandiera)   | A     | Radamel Falcao García |
| 10 | Turchia (bandiera)    | C     | Arda Turan            |
| 11 | Uruguay (bandiera)    | A     | Cristian Rodríguez    |

| N. |                       | Ruolo | Calciatore       |
| -- | --------------------- | ----- | ---------------- |
| 12 | Spagna (bandiera)     | D     | Jorge Pulido     |
| 13 | Belgio (bandiera)     | P     | Thibaut Courtois |
| 14 | Spagna (bandiera)     | C     | Gabi Fernández   |
| 17 | Portogallo (bandiera) | D     | Sílvio           |
| 18 | Argentina (bandiera)  | D     | Daniel Díaz      |
| 19 | Brasile (bandiera)    | A     | Diego Costa      |
| 20 | Spagna (bandiera)     | D     | Juanfran         |
| 21 | Turchia (bandiera)    | C     | Emre Belözoğlu   |
| 23 | Brasile (bandiera)    | D     | João Miranda     |
| 25 | Spagna (bandiera)     | P     | Joel Robles      |
| 28 | Spagna (bandiera)     | D     | Domingo Cisma    |

## Calciomercato

### Sessione estiva(dall'1/7 al 31/8)
| Acquisti | Acquisti           | Acquisti   | Acquisti   |
| R.       | Nome               | da         | Modalità   |
| -------- | ------------------ | ---------- | ---------- |
| P        | Thibaut Courtois   | Chelsea    | prestito   |
| D        | Daniel Díaz        | Getafe     | definitivo |
| C        | Emre Belözoğlu     | Fenerbahçe | svincolato |
| A        | Cristian Rodríguez | Porto      | svincolato |

| Cessioni | Cessioni               | Cessioni            | Cessioni      |
| R.       | Nome                   | a                   | Modalità      |
| -------- | ---------------------- | ------------------- | ------------- |
| D        | Luis Amaranto Perea    | Cruz Azul           | svincolato    |
| D        | Antonio López Guerrero | Maiorca             | svincolato    |
| D        | Álvaro Domínguez Soto  | Borussia M'gladbach | definitivo    |
| D        | Leandro Cabrera        | Hércules            | prestito      |
| C        | Rúben Micael           | Braga               | prestito      |
| C        | Rubén Pérez            | Betis               | prestito      |
| C        | Fran Mérida            | Braga               | prestito      |
| C        | Diego                  | Wolfsburg           | fine prestito |
| C        | Pizzi                  | Deportivo La Coruña | prestito      |
| C        | Paulo Assunção         | San Paolo           | svincolato    |
| A        | Eduardo Salvio         | Benfica             | definitivo    |
| A        | Borja González         | Huesca              | prestito      |

### Sessione invernale(dal 3/1 al 31/1)
| Cessioni | Cessioni       | Cessioni   | Cessioni   |
| R.       | Nome           | a          | Modalità   |
| -------- | -------------- | ---------- | ---------- |
| C        | Emre Belözoğlu | Fenerbahçe | definitivo |

## Risultati

### Primera División

#### Girone di andata
| Arbitro: | Clos Gómez |

|            |           |          |
| El Zhar 4’ | Marcatori | 20’ Arda |

| Arbitro: | Teixeira Vitienes |

|                                |           |  |
| Falcao 19’, 42’, 58’ Tiago 84’ | Marcatori |  |

| Arbitro: | Álvarez Izquierdo |

|                              |           |                                                        |
| Agra 26’ Juanfran 45’ (aut.) | Marcatori | 28’, 48’ (rig.) Falcao 54’ Diego Costa 90’ Raúl García |

| Arbitro: | Estrada Fernández |

|                                               |           |                            |
| Mario Suárez 23’ Koke 48’ Arda 50’ Falcao 55’ | Marcatori | 83’, 84’ Delibasic 88’ Léo |

| Arbitro: | Muñiz Fernández |

|                      |           |           |
| Godín 31’ Falcao 45’ | Marcatori | 54’ Bueno |

| Arbitro: | Iglesias Villanueva |

|  |           |                 |
|  | Marcatori | 30’ Raúl García |

| Arbitro: | Pérez Lasa |

|                               |           |                |
| Falcao 6’ Weligton 88’ (aut.) | Marcatori | 36’ Santa Cruz |

| Arbitro: | Ayza Gámez |

|  |           |            |
|  | Marcatori | 90’ Falcao |

| Arbitro: | Mateu Lahoz |

|                                        |           |           |
| Miranda 31’ Raúl García 35’ Falcao 73’ | Marcatori | 43’ Lamah |

| Arbitro: | Teixeira Vitienes |

|                          |           |  |
| Soldado 24’ Valdez 90+2’ | Marcatori |  |

| Arbitro: | Paradas Romero |

|                     |           |  |
| Adrián 24’ Arda 43’ | Marcatori |  |

| Arbitro: | González González |

|  |           |          |
|  | Marcatori | 61’ Arda |

| Arbitro: | Iglesias Villanueva |

|                                                            |           |  |
| Falcao 22’ (rig.) Spahić 40’ (aut.) Koke 44’ Miranda 90+2’ | Marcatori |  |

| Arbitro: | Undiano Mallenco |

|                      |           |  |
| Ronaldo 16’ Özil 66’ | Marcatori |  |

| Arbitro: | Hernández Hernández |

|                                                       |           |  |
| Diego Costa 23’ Falcao 28’, 42’, 64’ (rig.), 68’, 71’ | Marcatori |  |

| Arbitro: | Pérez Lasa |

|                                         |           |            |
| Adriano 36’ Busquets 45’ Messi 57’, 88’ | Marcatori | 31’ Falcao |

| Arbitro: | Pérez Montero |

|            |           |  |
| Adrián 77’ | Marcatori |  |

| Arbitro: | Mateu Lahoz |

|           |           |                 |
| Kevin 87’ | Marcatori | 72’ Raúl García |

| Arbitro: | González González |

|                             |           |  |
| Tiago 31’ Falcao 38’ (rig.) | Marcatori |  |

#### Girone di ritorno
| Arbitro: | Delgado Ferreiro |

|                     |           |  |
| Adrián 32’ Koke 60’ | Marcatori |  |

| Arbitro: | Muñiz Fernández |

|                                        |           |  |
| San José 50’ Susaeta 77’ de Marcos 84’ | Marcatori |  |

| Arbitro: | Undiano Mallenco |

|                 |           |  |
| Diego Costa 61’ | Marcatori |  |

| Arbitro: | Estrada Fernández |

|                           |           |              |
| Lass 3’ Léo Baptistão 33’ | Marcatori | 90+5’ Falcao |

| Arbitro: | Iglesias Villanueva |

|  |           |                                             |
|  | Marcatori | 11’ Falcao 53’ Diego Costa 90’ C. Rodríguez |

| Arbitro: | Clos Gómez |

|                   |           |  |
| Falcao 38’ (rig.) | Marcatori |  |

| Malaga 3 marzo 2013, ore 19:00 CET 7ª giornata | Malaga      | 0 – 0 referto | Atlético Madrid | La Rosaleda (27 000 spett.)\| Arbitro: \| Gil Manzano \| |
| Arbitro:                                       | Gil Manzano |               |                 |                                                          |

| Arbitro: | Ayza Gámez |

|  |           |                 |
|  | Marcatori | 53’ Xabi Prieto |

| Arbitro: | Pérez Montero |

|  |           |                      |
|  | Marcatori | 35’, 48’ Diego Costa |

| Arbitro: | Estrada Fernández |

|           |           |          |
| Falcao 6’ | Marcatori | 5’ Jonas |

| Getafe 7 aprile 2013, ore 19:00 CEST 11ª giornata | Getafe           | 0 – 0 referto | Atlético Madrid | Coliseum Alfonso Pérez (13 000 spett.)\| Arbitro: \| Delgado Ferreiro \| |
| Arbitro:                                          | Delgado Ferreiro |               |                 |                                                                          |

| Arbitro: | Iglesias Villanueva |

|                                                                |           |  |
| Diego Costa 4’ Falcao 27’, 47’ Raúl García 63’ Filipe Luís 70’ | Marcatori |  |

| Arbitro: | González González |

|  |           |            |
|  | Marcatori | 76’ Falcao |

| Arbitro: | Pérez Lasa |

|           |           |                                  |
| Falcao 4’ | Marcatori | 13’ (aut.) Juanfran 63’ Di María |

| La Coruña 4 maggio 2013, ore 22:00 CEST 15ª giornata | Deportivo La Coruña | 0 – 0 referto | Atlético Madrid | Riazor (34 600 spett.)\| Arbitro: \| Ayza Gámez \| |
| Arbitro:                                             | Ayza Gámez          |               |                 |                                                    |

| Arbitro: | Pérez Montero |

|            |           |                            |
| Falcao 51’ | Marcatori | 72’ Alexis 80’ (aut.) Gabi |

| Arbitro: | Teixeira Vitienes |

|             |           |                                         |
| Augusto 84’ | Marcatori | 47’ Diego Costa 66’ Juanfran 86’ Falcao |

| Madrid 26 maggio 2013, ore 20:00 CEST 18ª giornata | Atlético Madrid   | 0 – 0 referto | Maiorca | Vicente Calderón (40 000 spett.)\| Arbitro: \| Teixeira Vitienes \| |
| Arbitro:                                           | Teixeira Vitienes |               |         |                                                                     |

| Arbitro: | Estrada Fernández |

|                    |           |                                 |
| Hélder Postiga 89’ | Marcatori | 84’ Arda 90’, 90+1’ Diego Costa |

### Coppa del Re
| Arbitro: | Delgado Ferreiro |

|  |           |                                                   |
|  | Marcatori | 28’ (rig.) Diego Costa 62’ Adrián 90’ Raúl García |

| Arbitro: | Muñiz Fernández |

|                 |           |  |
| Raúl García 15’ | Marcatori |  |

| Arbitro: | Mateu Lahoz |

|                                             |           |  |
| Diego Costa 19’ (rig.), 87’ Filipe Luís 80’ | Marcatori |  |

| Getafe 10 gennaio 2013, ore 19:30 CET Ottavi di finale – Ritorno | Getafe              | 0 – 0 referto | Atlético Madrid | Coliseum Alfonso Pérez (5 000 spett.)\| Arbitro: \| Iglesias Villanueva \| |
| Arbitro:                                                         | Iglesias Villanueva |               |                 |                                                                            |

| Arbitro: | Undiano Mallenco |

|                            |           |  |
| Falcao 11’ Filipe Luís 23’ | Marcatori |  |

| Arbitro: | Clos Gómez |

|                  |           |                 |
| Jorge Molina 89’ | Marcatori | 45’ Diego Costa |

| Arbitro: | Ayza Gámez |

|                                    |           |                    |
| Diego Costa 50’ (rig.), 71’ (rig.) | Marcatori | 56’ (rig.) Negredo |

| Arbitro: | Teixeira Vitienes |

|                               |           |                           |
| Jesús Navas 39’ Rakitić 90+1’ | Marcatori | 6’ Diego Costa 29’ Falcao |

| Arbitro: | Clos Gómez |

|             |           |                             |
| Ronaldo 13’ | Marcatori | 34’ Diego Costa 98’ Miranda |

### UEFA Europa League

#### Fase a Gironi
| Arbitro: | van Boekel |

|  |           |                                                  |
|  | Marcatori | 37’ C. Rodríguez 40’ Diego Costa 63’ Raúl García |

| Arbitro: | Gautier |

|                  |           |  |
| C. Rodríguez 93’ | Marcatori |  |

| Arbitro: | Madden |

|                          |           |           |
| Diego Costa 48’ Emre 67’ | Marcatori | 85’ Cissé |

| Arbitro: | Probert |

|                                |           |  |
| Wilson Eduardo 28’, 70’ (rig.) | Marcatori |  |

| Arbitro: | Hansson |

|                |           |  |
| Raúl García 7’ | Marcatori |  |

| Arbitro: | Jakobsson |

|               |           |  |
| Procházka 26’ | Marcatori |  |

#### Fase a eliminazione diretta
| Arbitro: | Vad |

|  |           |                           |
|  | Marcatori | 6’ Karadeniz 90+5’ Orbaiz |

| Arbitro: | Hațegan |

|  |           |            |
|  | Marcatori | 84’ Falcao |

### Supercoppa Europea
| Arbitro: | Skomina |

|            |           |                                 |
| Cahill 75’ | Marcatori | 6’, 19’, 45’ Falcao 60’ Miranda |

## Statistiche

### Statistiche di squadra
| Competizione       | Punti | Totale | Totale | Totale | Totale | Totale | Totale | DR  |
| Competizione       | Punti | G      | V      | N      | P      | Gf     | Gs     | DR  |
| ------------------ | ----- | ------ | ------ | ------ | ------ | ------ | ------ | --- |
| Primera División   | 76    | 38     | 23     | 7      | 8      | 65     | 31     | +34 |
| Coppa del Re       | -     | 9      | 6      | 3      | 0      | 16     | 5      | +11 |
| UEFA Europa League | 12    | 8      | 5      | 0      | 3      | 8      | 6      | +2  |
| Supercoppa UEFA    | -     | 1      | 1      | 0      | 0      | 4      | 1      | +3  |
| Totale             | 88    | 56     | 52     | 10     | 11     | 93     | 43     | +50 |